# Dick Harrison

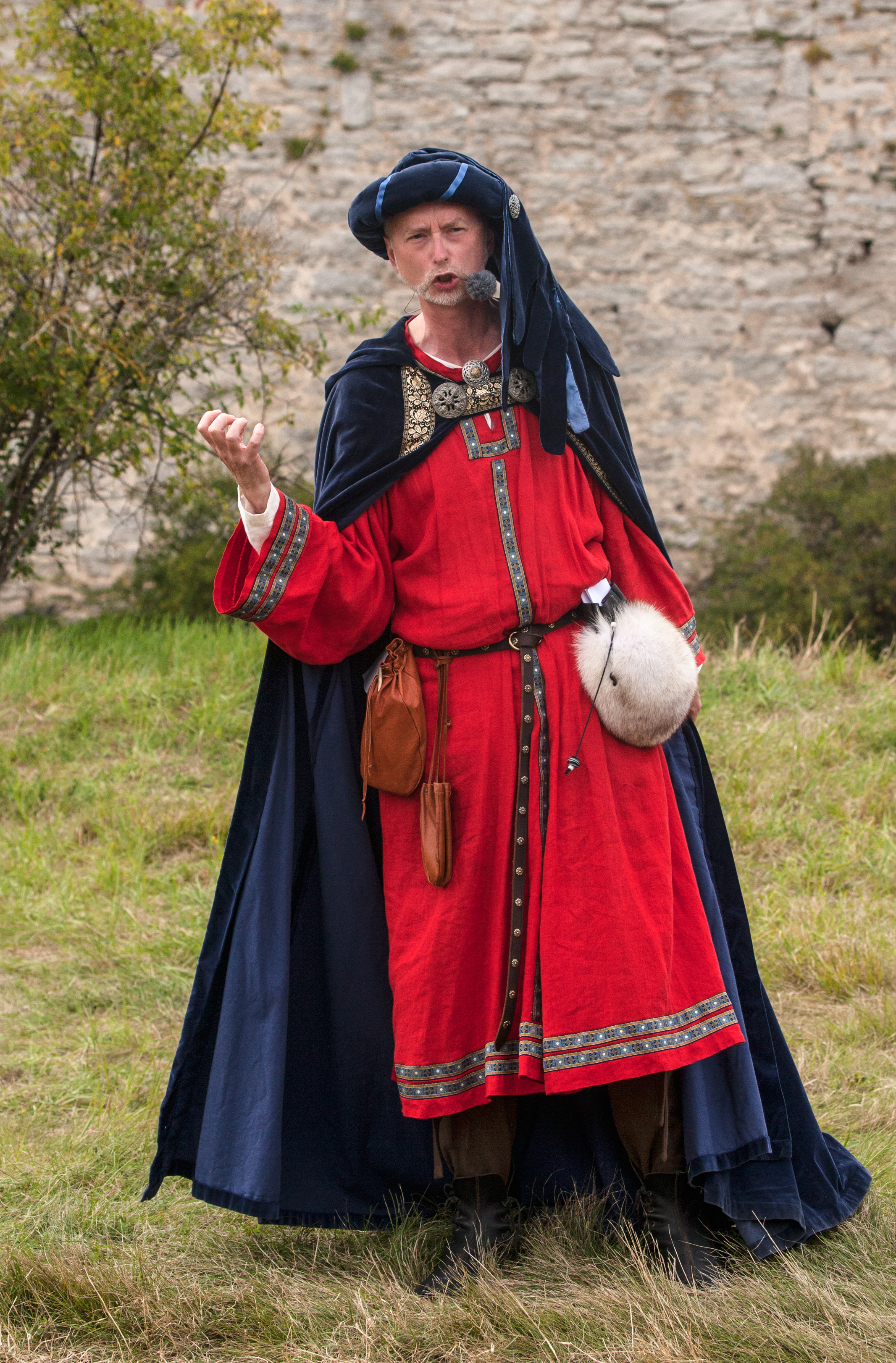
Historieprofessorn Dick Harrison beskriver händelseförloppet under ett slag mellan danskar och gotlänningar utanför ringmuren i Visby, under Medeltidsveckan 2013.

Dick Walther Harrison, ursprungligen Harrysson, född 10 april 1966 i Huddinge församling i Stockholms län, är en svensk författare och professor i historia vid Lunds universitet sedan 2003.
Dick Harrison är en uppmärksammad populärhistoriker. Hans huvudområde är medeltiden och modern historia. Utöver en stor produktion av böcker medverkar han regelbundet i tidningarna Svenska Dagbladet och Populär Historia samt i P1-programmet Vetenskapsradion Historia. Han har också varit knuten till Nationalencyklopedin som expert och granskare av historiskt material från Nyare tiden.
Dick Harrison var huvudredaktör för Sveriges historia, ett standardverk i åtta band om Sveriges historia, som gavs ut av Norstedts förlag 2009–2013. Samtidigt gjorde TV4 en TV-serie med samma namn, där Harrison var vetenskaplig konsult och programledare tillsammans med Martin Timell. Serien bestod av tolv delar uppdelade på två säsonger våren 2010 och hösten 2011.

## Biografi

### Bakgrund och karriär
Dick Harrison är son till försäljaren Walther Harrysson och sekreteraren Clary Harrysson, född Ericsson. Han är uppvuxen i Staffanstorp och bor sedan 2008 i grannorten Åkarp, i Skåne, med sin fru Katarina, född Lindbergh.
Efter studenten vid Spyken i Lund började han studera vid Lunds universitet och blev filosofie kandidat 1987, filosofie doktor 1993, docent vid Lunds universitet 1997, forskarassistent vid Uppsala universitet 1997–1998, universitetslektor vid Linköpings universitet 1998–2000, universitetslektor i Lund 2001–2003 samt professor i historia i Lund 2003, installerad den 10 oktober. Dick Harrison var huvudredaktör för standardverket Sveriges historia som utkom 2009–2013.
År 2007 debuterade han som skönlitterär författare med romanen Ofärd, som utspelar sig på 600-talet.
Harrison bedriver sedan 2005 affärsverksamhet i aktiebolaget Harrison Historia Aktiebolag, som 2010 omsatte drygt 1 miljon kronor och hade tillgångar på över 6 miljoner kronor. Han fick uppdraget att undervisa prins Daniel i "en allmän grundkurs i Sveriges historia, ett slags orientering", vilket utfördes på Stockholms slott en vecka i februari 2010.
I ett brev till kommun- och finansmarknadsminister Mats Odell i augusti 2009 sökte Harrison tjänsten som landshövding på Gotland.

### Forskning och litterär produktion
Dick Harrisons doktorsavhandling, The Early State and the Towns: Forms of Integration in Lombard Italy AD 568–774 (1993), behandlar former för integration, i synnerhet med avseende på städer och infrastruktur, i det langobardiska Italien under tidig medeltid. Handledare för avhandlingen var professor Eva Österberg. År 1995 publicerades boken Europa i världen: medeltiden, och 1996 erhöll han  Cliopriset för "sina engagerade insikter om europeisk medeltid, sin förebildliga internationella orientering och ett redan omfattande populärhistoriskt författarskap".
Hans studier av tids- och rumsuppfattningar under medeltiden publicerades i Skapelsens geografi (1998). 
Efter publiceringen av sina studier om digerdöden i boken Stora döden år 2000 erhöll han samma år Augustpriset i fackboksklassen.  Han presenterade resultatet av sin forskning om Robin Hood som historisk gestalt och myt i boken Mannen från Barnsdale: Historien om Robin Hood och hans legend, utgiven år 2000. 
År 2001 tilldelades han Hertig Karls pris, Sveriges största historikerpris.
År 2002 erhöll han priset Årets bok om svensk historia för boken om Birger jarl och hans tid, Jarlens sekel, och under samma år publicerades även biografin över den svenske 1400-talskungen Karl Knutsson. År 2005 utkom boken Förrädaren, skökan och självmördaren som behandlar fyra gestalter i Nya Testamentet: Judas Iskariot, Maria Magdalena, Pontius Pilatus och Josef från Arimataia. Harrisons studier av 
Nordens roll under korstågen gavs år 2005 ut under titeln Gud vill det! – nordiska korsfarare under medeltiden. Hans forskning om slaveriets historia från forntid till nutid utgavs i tre volymer under åren 2006–2008.
Sedan 2019 medverkar Dick Harrison tillsammans med många andra författare  i Historiska medias produktion av kortfattade översiktsverk över Sveriges och världens historia i bokserierna Världens dramatiska historia och Sveriges dramatiska historia.

### Media och debatt
Harrison förekommer ofta i media, inte sällan i samband med dagsaktuella debatter. Han har vid flera tillfällen uttalat sig om monarkins roll i ljuset av medialiseringen av samhället. 
Den 1 juli 2003 var Dick Harrison sommarvärd i programmet Sommar i P1. Han har också varit sommarvärd i den finlandssvenska radiokanalen Yle Vega den 13:e augusti 2019.
På vårterminen 2003 fick Dick Harrison av Lunds universitets studentkårer motta Studenternas pedagogiska pris, med motiveringen att han "experimenterar med olika former av utlärande, exempelvis genom att klä sig i epokens klädedräkt, spela epokens musik och visa diabilder från historiska platser, inte enbart med underhållande syfte utan för att väcka studenternas intresse för historia och historiska problem".
År 2004 vann han, tillsammans med Ellinor Persson, tv-frågesportprogrammet På spåret och andra gången de medverkade, år 2013, upprepade de bedriften.
I massmedia har det uppmärksammats att Harrison i juni 2004 tilldelades en varning av Statens ansvarsnämnd för att ha begått tjänstefel genom att ha utnyttjat sin maktposition som doktorandhandledare, men frikändes från anklagelserna om trakasserier. Han ger själv sin syn på saken i förordet till boken Förrädaren, skökan och självmördaren från 2005.
Under hösten 2007 deltog han i en debatt på DN:s kultursidor om skuldfrågan rörande den transatlantiska slavhandeln.
År 2008 erhöll Harrison utmärkelsen Stig Ramels minne, vilken "tilldelas en person som i Stig Ramels anda presenterat ett verk eller insats av särskilt värde eller intresse för svenska historieintresserade".
Sedan februari 2010 driver han en blogg hos Svenska Dagbladet. Samma år erhöll han Monteliusmedaljen med motiveringen "Harrison har med sin breda publicering väsentligt bidragit till ett ökat historieintresse i vårt land".
Harrison har under 2010-talet engagerat sig mot Sannfinländarna i striden om obligatorisk svenskundervisning i Finland.
Sedan 2023 driver han tillsammans med hustrun Katarina Harrison Lindbergh podcasten Harrisons dramatiska historia, vilken de beskrivit som en utveckling av de samtal om historia de brukar ha i hemmet.